# Santa Flora (district de Santa Maria)
Santa Flora est l'un des dix districts dans lesquels se divise la ville brésilienne de Santa Maria, dans l'État du Rio Grande do Sul.

## Limites
| Sede São Valentim Pains Arroio Grande Arroio do Só Passo do Verde Boca do Monte Palma Santa Flora Santo Antão |

Limitée aux districts de Arroio do Só, Pains, Passo do Verde, et, les municipalités de São Gabriel e São Sepé.

## Quartiers
Le district est divisé en quartiers suivants :
1. Santa Flora